# Élisabeth Baulacre

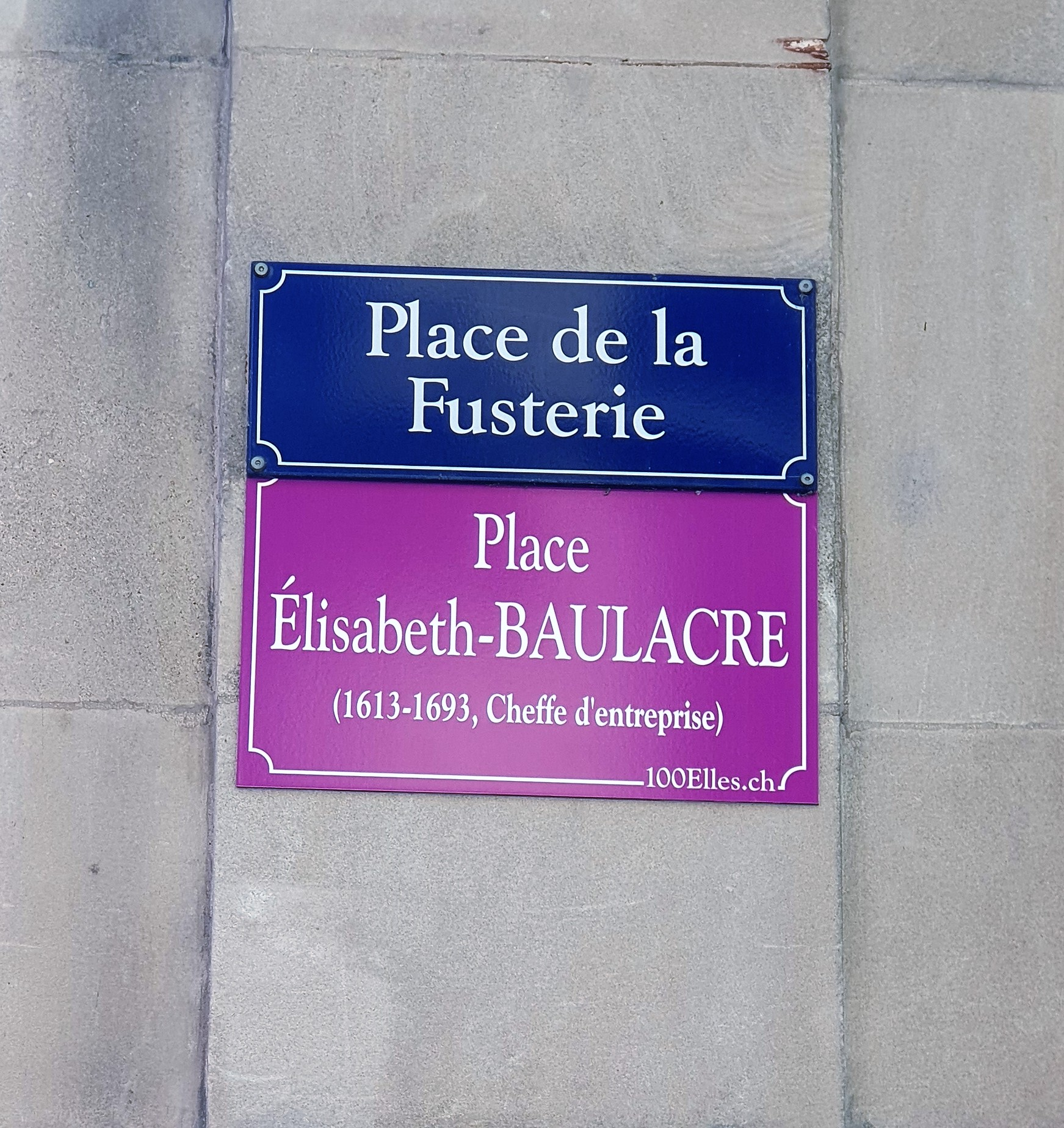
Temporäres Namensschild im Rahmen der Aktion 100Elles* von 2019

Élisabeth Baulacre (* 15. September 1613 in Genf; † 12. September 1693 ebenda) war eine Genfer Unternehmerin.

## Leben
Als Tochter des Kaufmanns Nicolas Baulacre und der Françoise Pelissari entstammte Élisabeth Baulacre einer reformierten Familie, die ursprünglich aus Tours stammte und nach Genf geflohen war. 1637 heiratete sie den Kaufmann Pierre Perdriau. Ein zweites Mal heiratete sie 1655, den Syndic Jacob Andrion.
Baulacre baute das Handelsunternehmen, das sie von ihrem ersten Ehemann geerbt hatte, aus und machte ihren Sohn, den Bankier Pierre, zum Teilhaber. Ihre Geschäfte brachten Baulacre an die Spitze des Genfer Handelskapitals. Sie spezialisierte sich auf die Herstellung von Gold- und Silberfäden, wie sie für die Posamentenherstellung oder zum Weben von wertvollen Seidenstoffen gebraucht wurden. Nach Angaben des Chronisten Gregorio Leti beschäftigte das Unternehmen rund 1200 Heimarbeiter, die durch Verlagsverträge mit dem Haus Baulacre verbunden waren. Baulacre stellte ihnen Gerätschaften und Rohmaterialien zur Verfügung, gab die Aufträge weiter und kümmerte sich um den Verkauf.